# Zurna (ciruela)
Zurna es una variedad cultivar de ciruelo (Prunus salicina), encuadrado tanto en  las denominadas ciruelas japonesas como en las denominadas ciruelas siberianas, Las frutas tienen un tamaño grande, color de piel amarillo cubierta en gran parte de rubor rojo frambuesa, pulpa de color amarillo anaranjado más o menos intenso infusionado de rojo escarlata en la zona debajo de la piel, de textura carnosa medianamente firme, aromática, y sabor agradable dulce.

## Sinonimia
- "Zurna-slivka",
- "Ruske-slivky zurna".[4]

## Historia
'Zurna' variedad de ciruela (Prunus salicina), de las denominadas ciruelas japonesas, obtenida por KF Kostina en 1961, mediante el cruce de 'Pobeda' como "Parental Madre" x el polen de 'Pionerka' como "Parental Padre". Fue introducida en los circuitos comerciales en 2004.
Ciruela siberiana de frutos grandes, destinada principalmente a las zonas de cultivo de los países nórdicos, con inviernos fríos y un clima primaveral inestable. Valioso por sus buenos rendimientos, alta resistencia a las heladas y muy buena resistencia a las enfermedades fúngicas.

## Características
'Zurna' árbol de porte extenso, semi erguido. Variedad de mirobálano de fructificación muy precoz. El crecimiento es de moderadamente vigoroso a fuerte, formando una copa ovalada, moderadamente densa. La fructificación es de media temprana, media. La variedad es parcialmente autofértil, por lo que produce una cosecha incluso sin la presencia de polinizadores. Si hay un polinizador cerca, la cosecha será mayor y más estable. Un polinizador adecuado es otra variedad de ciruela siberiana, ciruela japonesa o ciruela cereza. Las flores en flor son resistentes a las heladas suaves. La cosecha se realiza 38 días antes que la variedad 'Domácí velkoplodou'. La resistencia a las heladas es alta, y también es alta frente al ataque de la sarna del ciruelo. Poco exigente en cuanto a ubicación, requiere suelo bien provisto de humedad y nutrientes, de lo contrario los frutos son pequeños y caen prematuramente.
'Zurna' tiene una talla grande (promedio 60 a 70 g), de forma redondeada a ovalada, pudiendo ser de simétrica o disimétrica, con un calibre de 53 a 63mm; sutura pronunciada, una línea distinta, epidermis tiene una piel con escasa pruina, el color de su epidermis es amarillo intenso cubierta en gran parte de rubor rojo frambuesa, presenta algunas manchas ocasionales de "russetting"-"ruginoso" de tamaño pequeño; pulpa de color amarillo anaranjado más o menos intenso infusionado de rojo escarlata en la zona debajo de la piel, de textura carnosa medianamente firme, aromática, y sabor armonioso, más dulce que ácido.
Hueso fácilmente desprendible de tamaño pequeño, elíptico redondeado, semi globoso, con zona ventral amplia y muy acusada, bastante más ancha en el tercio pistilar.
Su tiempo de recogida de cosecha se inicia en su maduración de mediados a finales de julio. Sus rendimientos son altos, estables y regulares, rendimientos muy tempranos. Las frutas son resistentes a las explosiones y fáciles de transportar. Apto para consumo en fresco y procesamiento.

## Usos
Sus frutos atractivos y de alta calidad, adecuados para el consumo directo y para enlatar.